# Corniche (classe préparatoire)
 (mai 2023).
Pour les articles homonymes, voir Corniche (homonymie).

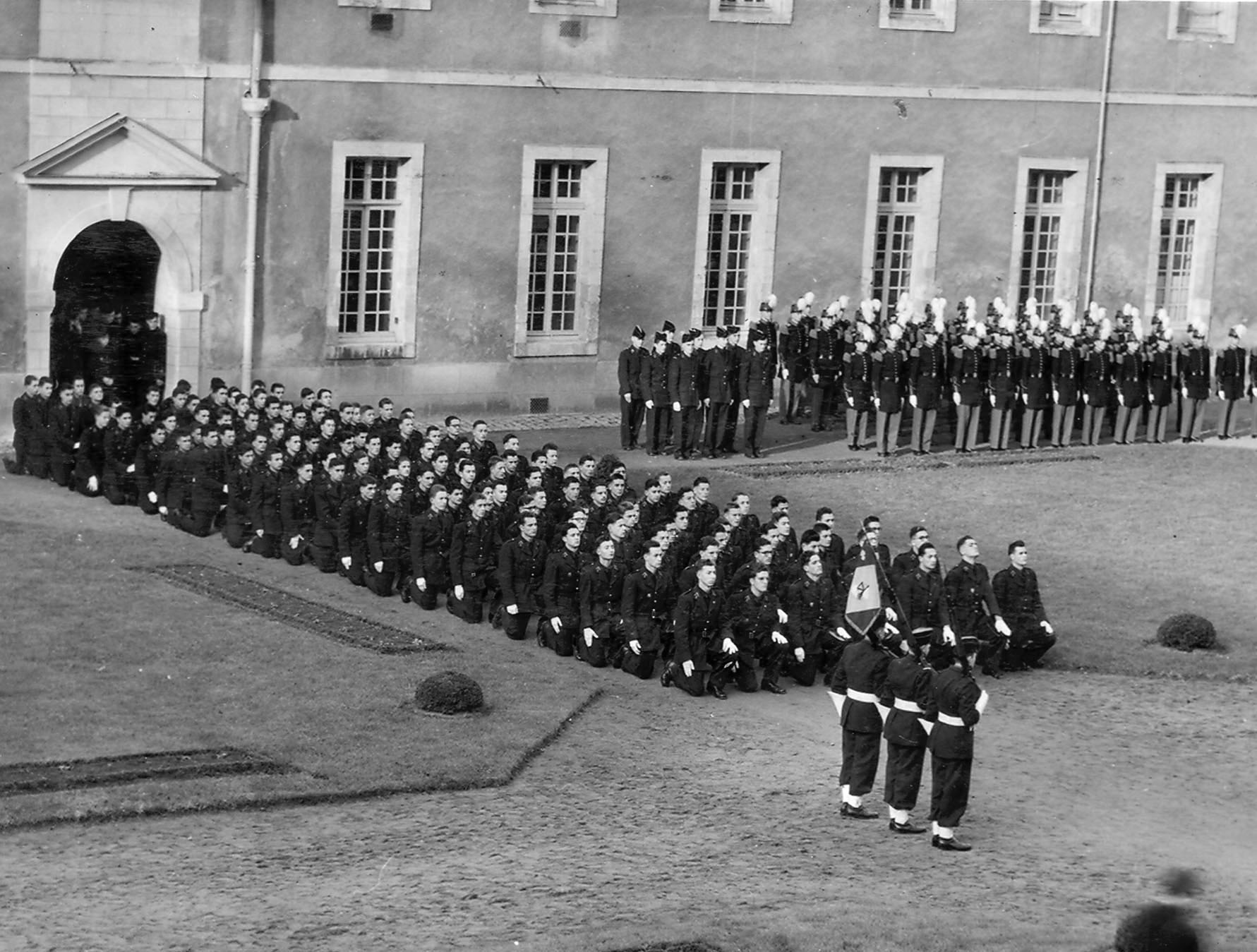
Baptême de promotion de la corniche Brutionne dans les années 1950.

En argot scolaire français, le terme corniche est utilisé pour désigner les classes préparatoires à l'École spéciale militaire de Saint-Cyr.

## Origine du nom
Trois hypothèses existent pour expliquer l'origine de l'appellation « Corniche » :
La première situe l'origine du terme dans les classes préparatoires à l'École spéciale militaire (ESM) de Saint-Cyr de l'École Sainte-Geneviève. Le capitaine Jean de Niort explique ainsi qu’« il y avait, sous les fenêtres des chambres, tout au long de l'étage, une étroite corniche de pierre — et le grand sport consistait à l'emprunter pour se rendre, entre futurs cyrards, des visites discrètes aux heures interdites ».
La deuxième la fait remonter au collège Stanislas de Paris, où est ouverte la première classe préparatoire civile à Saint-Cyr, quelques années après la défaite de 1870. Les élèves préparant Saint-Cyr avaient en effet l'habitude de se réunir sous une corniche de la cour d'honneur, lieu qu'ils durent défendre face aux assauts d'autres élèves souhaitant se l'approprier. N'y parvenant pas, ceux-ci les auraient alors par dépit surnommés les « cornichons ».
La troisième montre que l'utilisation du terme « cornichon » pour désigner les candidats à Saint-Cyr est en réalité antérieure à la création de la classe préparatoire de Stanislas et viendrait du mode de conservation de ce fruit : entassés dans un bocal, surnom de l'époque de l'ESM. L'appellation « corniche » dériverait donc simplement de ce surnom.

## Historique
La création des corniches est liée à celle de l'ESM de Saint-Cyr au XIXe siècle. Au fil des années, celles présentes dans les lycées civils acquièrent un statut semi-militaire qui les rapproche de celles des lycées militaires où les élèves sont déjà sous contrat. 
Dans les années 1950 à 1980, les corniches des lycées civils avaient la particularité d'avoir à la fois des élèves civils (internes ou externes) et des élèves militaires. Les élèves militaires étaient soit des engagés pour trois ans, soit d'anciens aspirants appelés ou sous-officiers ayant un an de service qui intégraient la corniche après leur école d'arme ou leur service national. Ces corniches étaient intégrées dans un régiment, les plus importantes en tant qu'unité élémentaire, avec à leur tête un commandant de compagnie et un adjudant de compagnie. Les régiments comportant des corniches étaient :
- Paris : 1er régiment du Train ;
- Nancy : 4e régiment de commandement et de soutien ;
- Toulon : 4e régiment d'infanterie de marine puis 405e régiment d'artillerie anti-aérienne ;
- Bordeaux : Compagnie du Train basée à la caserne Niel puis 57e régiment d'infanterie de ligne ;
- Strasbourg : École militaire de Strasbourg ;
- Marseille : Base de Transit Interarmées Méditerranée ;

Avec la diminution du nombre de candidats, les corniches civiles ferment officiellement les unes après les autres dans les années 1960.
En 1999, le COFAT réforme les classes préparatoires militaires dans le but de les rendre « moins militaires » et bannit l'utilisation du mot corniche dans tous les lycées militaires. Cependant, malgré l'interdiction formelle, l'appellation demeure utilisée par les élèves et redevient même officielle au Prytanée national militaire de La Flèche.
Dans les années 2000, la corniche Général de Sonis est créée à l'ICES (2002). Cette corniche a permis à une dizaine d'étudiants d'intégrer l'ESM de Saint-Cyr. La corniche Gouraud renait en 2009 au collège Stanislas.

## Liste des corniches

### Corniches des lycées militaires
- Corniche Brutionne du Prytanée national militaire de La Flèche, dite la "Première Corniche de France"
- Corniche Lyautey au lycée militaire d'Aix-en-Provence.
- Corniche Mac-Mahon au lycée militaire d'Autun.
- Corniche Pol Lapeyre au lycée militaire de Saint-Cyr à Saint-Cyr-l'École.
- Corniche Guépratte au lycée naval de Brest (au sein de la Flotte Guépratte).

### Corniches des lycées civils (actuelles)
- Corniche Denfert-Rochereau au lycée Notre-Dame du Grandchamp à Versailles.
- Corniche Maréchal de Lattre de Tassigny au lycée La Bruyère à Versailles
- Corniche Lilloise au lycée Gaston Berger à Lille.
- Corniche Faidherbe au lycée Faidherbe à Lille.
- Corniche Gouraud au collège Stanislas à Paris.
- Corniche féminine Sainte Jeanne d'Arc au collège Stanislas à Paris.
- Corniche l’Herminier à l’Institution Sainte Marie d’Antony.
- Corniche Lieutenant-colonel Le Chouf au lycée Pierre-de-Fermat à Toulouse
- Corniche d'Haubersart à l'Institution Saint-Jean de Douai.
- Corniche Louis II de Bourbon à Montluçon.
- Corniche Meldoise au lycée Bossuet à Meaux.
- Corniche Graziani au lycée Chaptal à Paris, dans le 8e arrondissement.
- Corniche Duperré au lycée Jean Dautet à La Rochelle

### Corniches des lycées civils (anciennes)
- Corniche Général de Sonis à l'ICES de La Roche-sur-Yon.
- Corniche du lycée Janson-de-Sailly, à Paris, dans le 16e arrondissement (fermée).
- Corniche Albert Ier au lycée du Parc à Lyon (fermée).
- Corniche Algérienne, devenue corniche Weygand en 1941 au lycée Bugeaud d'Alger (fermée)[7].
- Corniche d'Amade au lycée Montaigne de Bordeaux (fermée).
- Corniche Bir-Hakeim à l'École militaire préparatoire technique du Mans (jusqu'en 1983) (fermée).
- Corniche Bonaparte au lycée Thiers de Marseille (fermée).
- Corniche de Cathelineau au lycée Pierre-de-Fermat de Toulouse (fermée).
- Corniche Denfert-Rochereau au lycée Victor-Hugo à Besançon (jusqu'en 1965).
- Corniche Drouot au lycée Henri Poincaré de Nancy (fermée en 1998).
- Corniche Hoche au lycée Hoche à Versailles (fermée).
- Corniche École Saint-Jean à Versailles (fermée).
- Corniche Kléber au lycée du même nom à Strasbourg (fermée).
- Corniche Général Largeau à Poitiers (fermée).
- Corniche Lyautey au lycée Chateaubriand à Rennes (fermée en 1969).
- Corniche Postes au lycée Sainte-Geneviève (Ginette) de Versailles (fermée).
- Corniche de l'Institution de La Malgrange (nom inconnu) à Nancy, École Saint-Sigisbert (de 1874 à 1901) (fermée).
- Corniche Bournazel au lycée Carnot de Dijon (fermée).
- Corniche Mangin, lycée Saint-Louis (fermée).
- Corniche Bournazel au lycée Dumont d'Urville à Toulon (fermée en 1993)
- Corniche Leclerc au lycée Henri-IV à Paris (fermée).